# Мирогой
Ми́рогойское кладбище (хорв. Mirogoj) — кладбище в Загребе, достопримечательность города, одно из красивейших парков-кладбищ Европы.
Кладбище расположено у перекрёстка Мирогойского шоссе и улицы Германа Болле.
Было создано в 1876 году на участке земли, которым владел лингвист Людевит Гай. В настоящее время административно относится к городскому району Горний Град — Медвещак.
Архитектор Герман Болле спроектировал главное здание и Петропавловскую часовню. Сооружение аркады, купола и церкви на главном входе началось в 1879 году и завершилось в 1929 году.
В аркадах расположены захоронения многих известных хорватов и граждан Хорватии. На кладбище похоронены представители различных конфессий: католики, православные, мусульмане, иудеи, протестанты, мормоны и атеисты.

## Захоронения

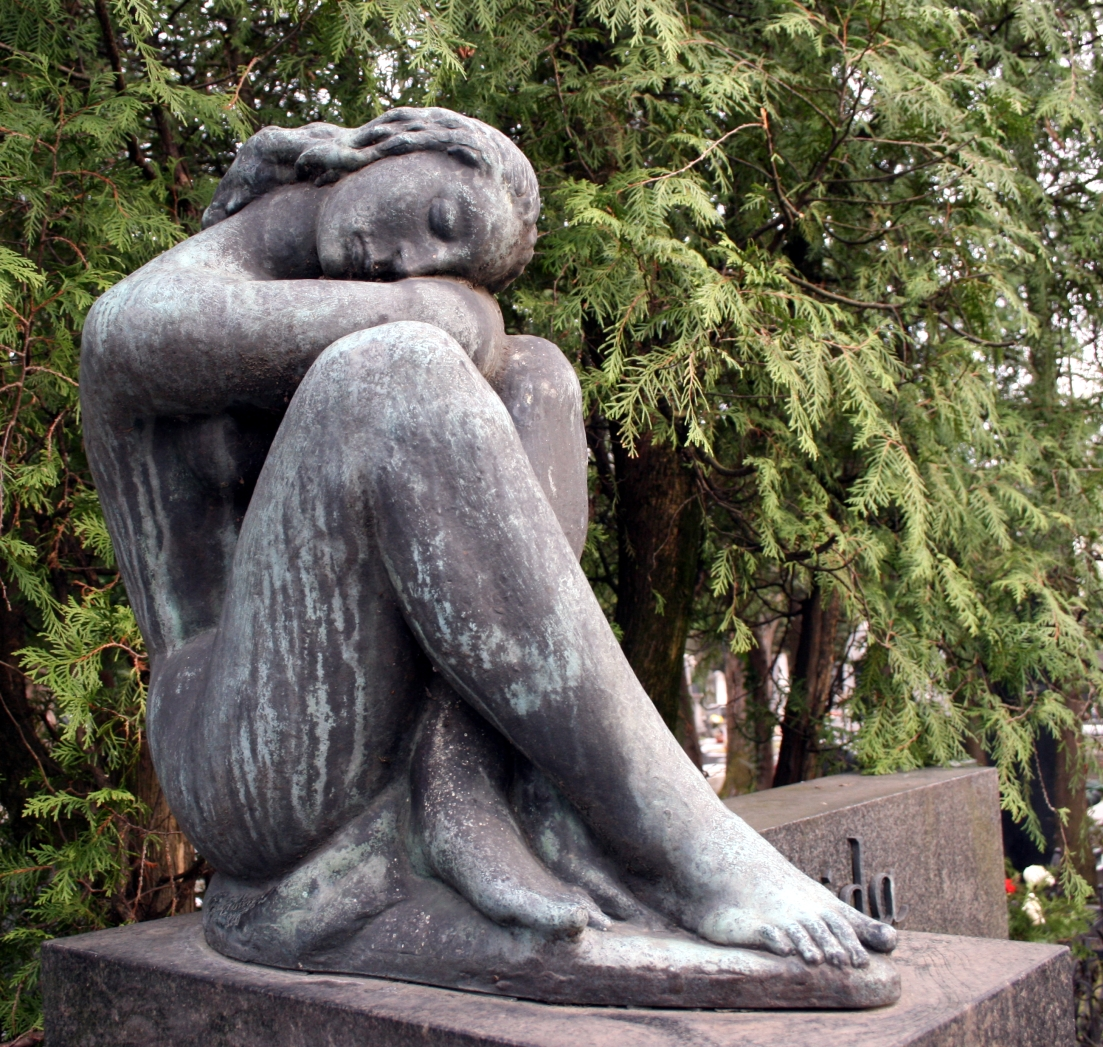
Печаль. Статуя Антуна Августинчича на могиле семьи Вайда.

### Политики и общественные деятели
- Владимир Бакарич — югославский политический деятель
- Людевит Гай — лингвист, один из основателей иллирийского движения и соавтор литературной нормы хорватского языка на основе штокавицы.
- Янко Драшкович — политик, один из лидеров иллирийского движения и основатель Матицы хорватской.
- Степан Джурекович — хорватский предприниматель и диссидент, убит титовскими спецслужбами в Германии в 1983 году.
- Марко Дошен — председатель Хорватского Сабора (1942—1944).
- Савич Маркович-Штедимлия — черногорский и хорватский публицист, усташ
- Владко Мачек — лидер Хорватской крестьянской партии
- Милка Планинц — председатель Союзного Исполнительного Вече СФРЮ
- Степан Радич — основатель и лидер Хорватской крестьянской партии, жертва убийцы — сербского националиста
- Франьо Туджман — первый президент Хорватии
- Хрвое Шаринич — политический деятель, премьер-министр Хорватии
- Гойко Шушак — политический и военный деятель, министр обороны Хорватии
- Борис Шпрем — политический деятель

### Военные
- Фёдор Алексеевич Вяткин — русский морской офицер, участник Первой мировой и Гражданской войны, вице-адмирал Русской армии.
- Милан Купрешанин — генерал-полковник НОАЮ, видный военачальник партизанского движения.
- Владимир Владимирович Марушевский — русский офицер, участник Русско-японской, Первой мировой и Гражданской войны, генерал-лейтенант вооружённых сил Северной области.
- Максимилиан Ньегован — главнокомандующий и гроссадмирал Военно-морских сил Австро-Венгрии[1]
- Петар Стипетич — начальник генерального штаба Армии Хорватии (2000—2002)
- Эмиль Узелац — командующий австро-венгерскими военно-воздушными силами
- Червенко, Звонимир — военный деятель, бывший начальник генерального штаба Армии Хорватии

### Деятели искусства
- Златко Балокович — хорватский скрипач
- Эна Бегович — актриса
- Зинка Миланова — выдающаяся оперная певица
- Влахо Палетак — композитор, певец и поэт.
- Ваня Радауш — скульптор
- Мирко Рачки (1879—1982) — хорватский художник.
- Иво Робич — композитор, певец и поэт
- Пётр Павлович Фетисов — русский архитектор
- Ивица Шерфези — певец

### Писатели и поэты
- Станко Враз — хорватско-словенский поэт—романтик, просветитель и общественный деятель.
- Владимир Готовац — политик, поэт, прозаик.
- Славко Колар — прозаик, драматург и сценарист
- Мирослав Крлежа — писатель
- Фран Лхотка — хорватский композитор, дирижёр и педагог
- Антун Густав Матош — хорватский писатель, поэт, публицист и критик
- Петар Прерадович — поэт
- Тин Уевич — поэт
- Людевит Фаркаш — хорватский и иллирийский писатель, поэт, драматург
- Добриша Цесарич — хорватский поэт и переводчик.
- Антун Бранко Шимич — великий герцеговинский поэт

### Учёные
- Отон Кучера — астроном
- Натко Нодило — историк
- Владимир Прелог — химик, лауреат Нобелевской премии
- Рудольф Хорват — историк
- Андрия Штампар — учёный в области социальной медицины, ректор Загребского университета, академик

### Спортсмены
- Дражен Петрович — баскетболист
- Крешимир Чосич — баскетболист

## Мемориалы
- Монумент погибшим хорватским солдатам в Первой мировой войне (1919)
- Монумент югославским национальным героям
- Мемориальный крест солдатам хорватского домобранства (1993)
- Монумент жертвам Блайбурга и крестного пути (1994)
- Немецкое военное кладбище (1996)
- Монумент «Голос хорватских жертв — Стена боли» (хорватским жертвам Хорватской войны за независимость)

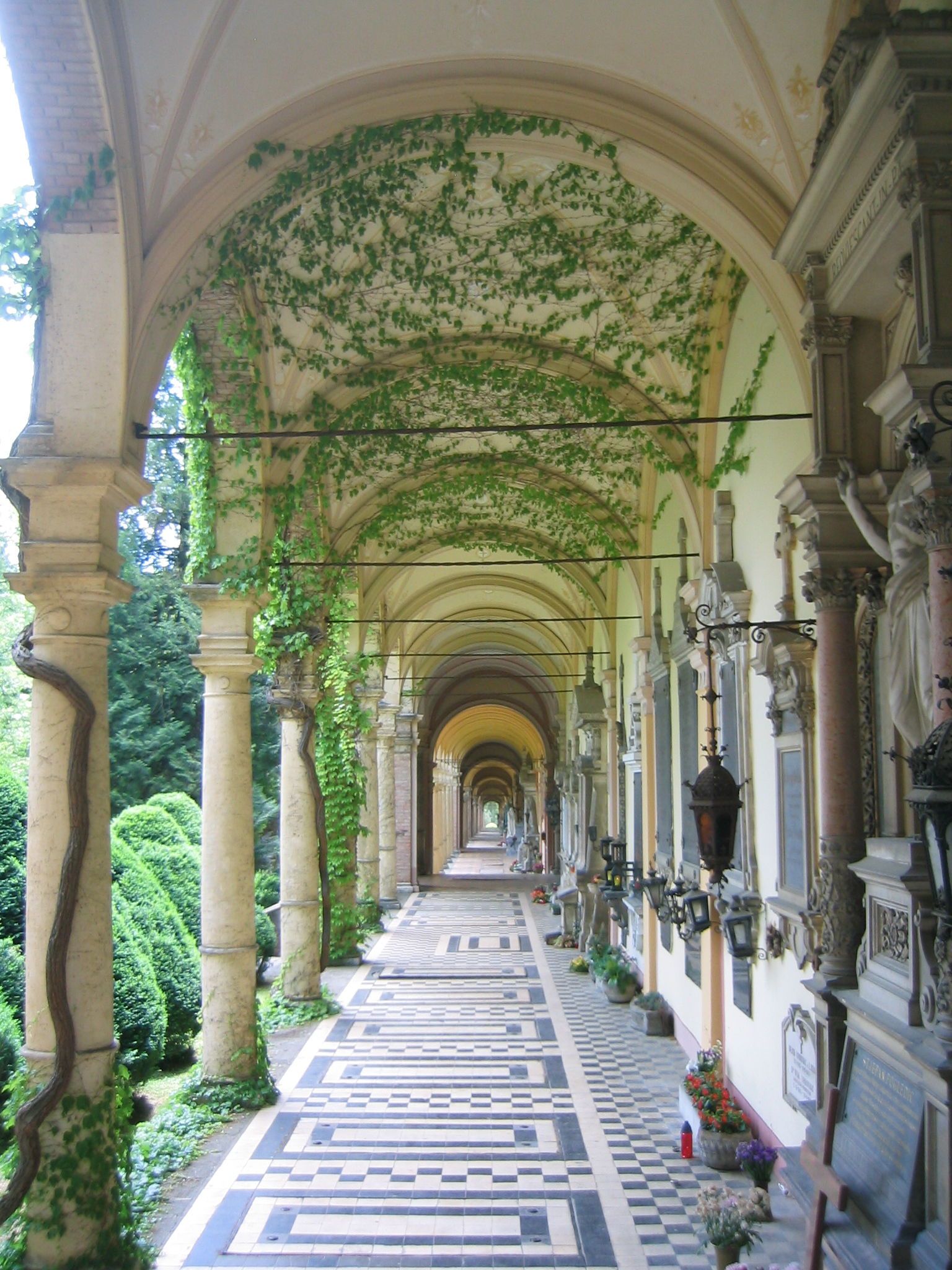
Аркада
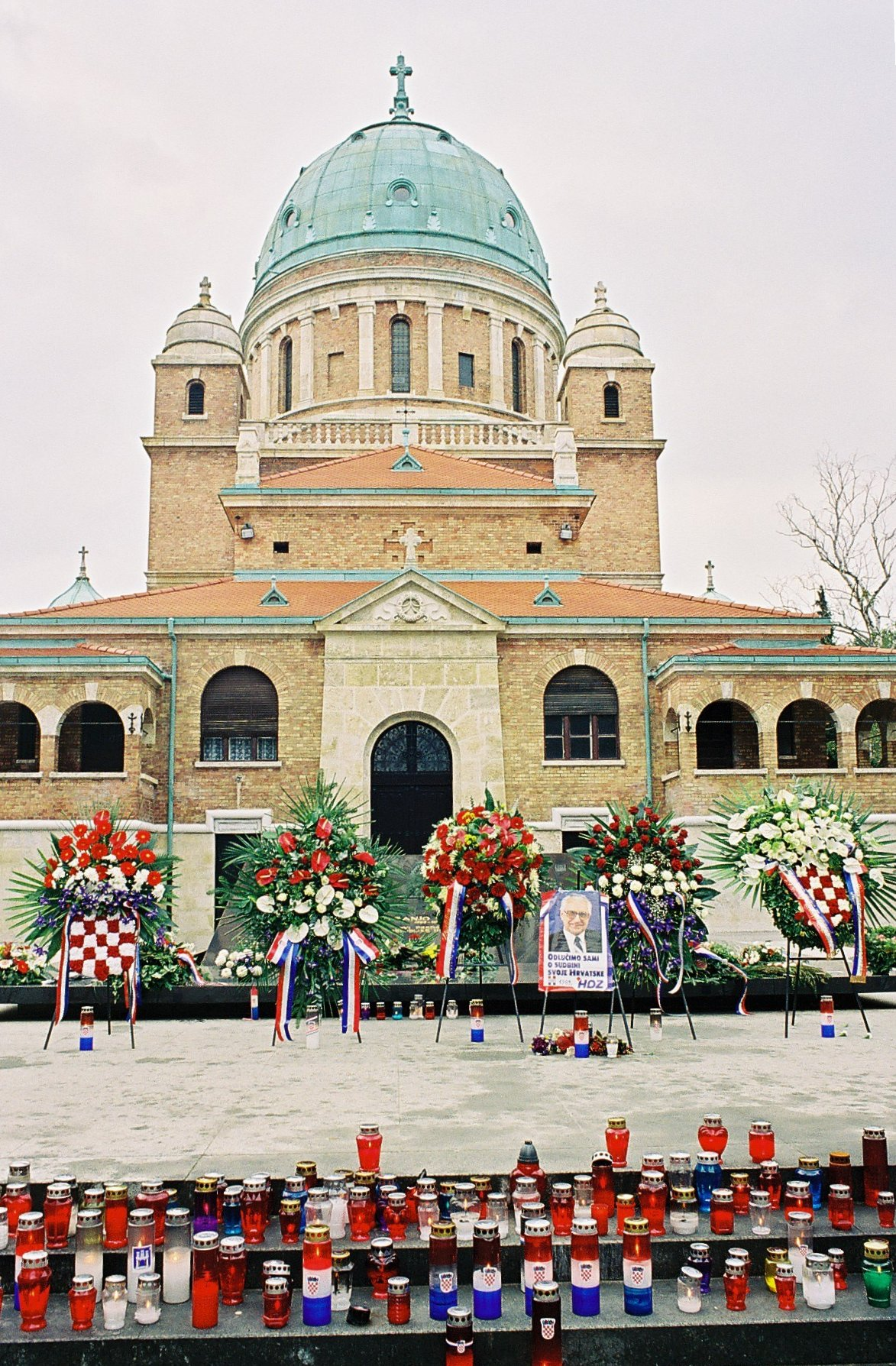
Могила Франьо Туджмана
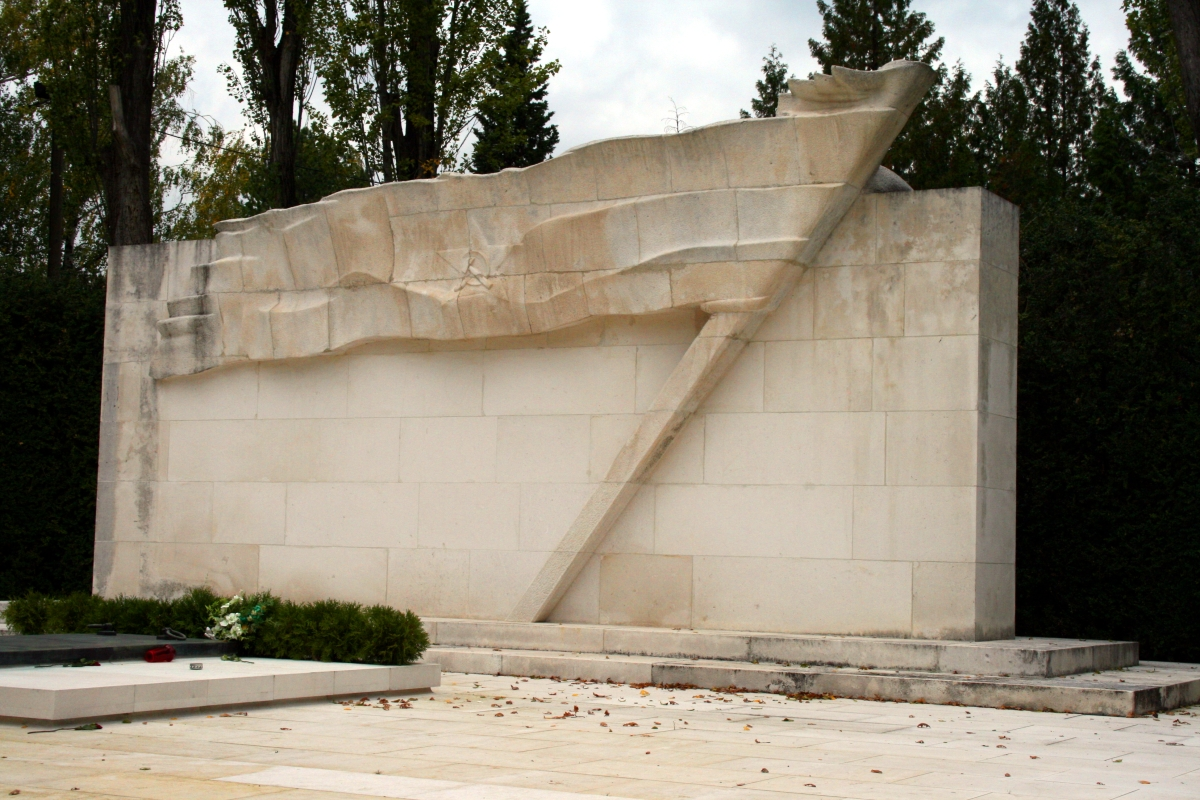
Гробница народных героев
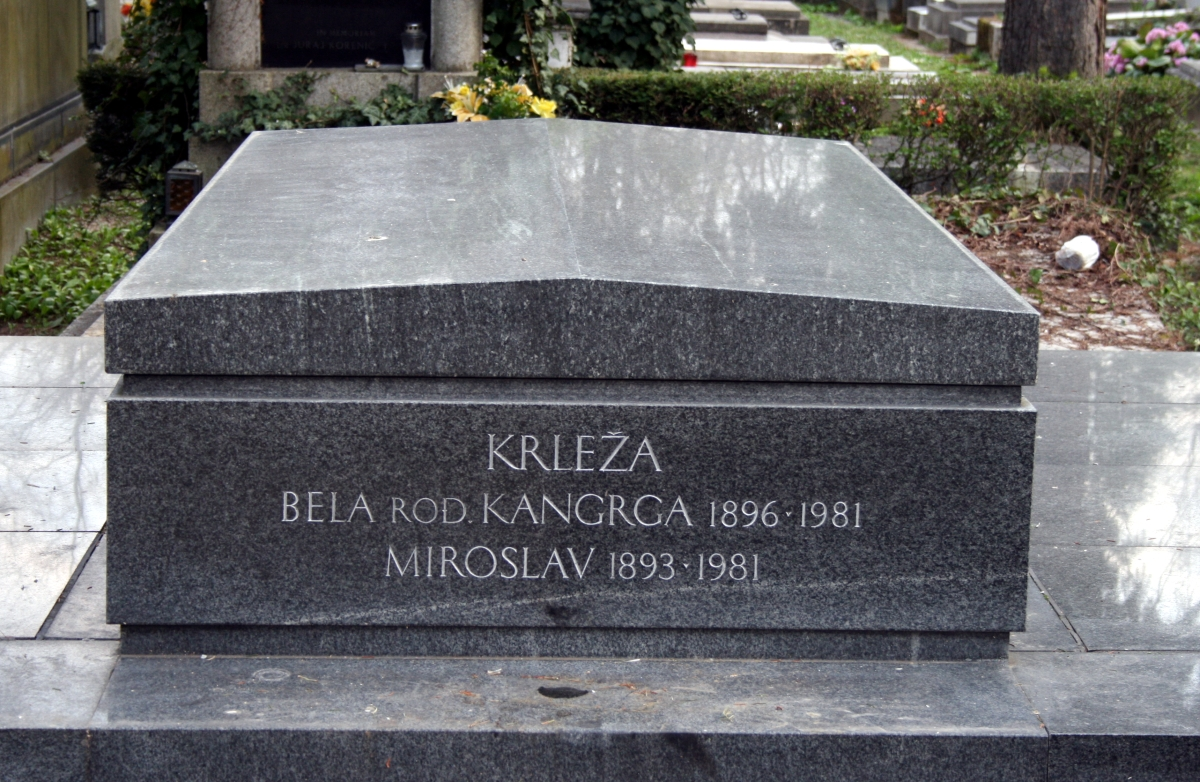
Могила Мирослава Крлежи